# Napęd kołowy statku

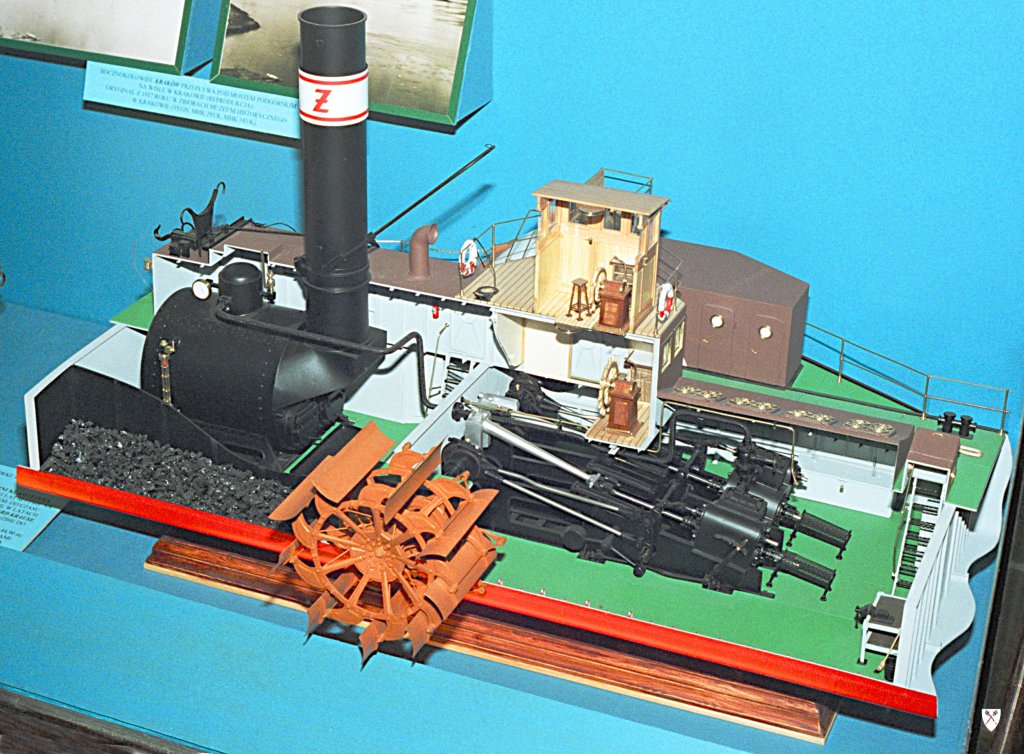
Siłownia wiślanego holownika "Gdańsk" z 1897 r.

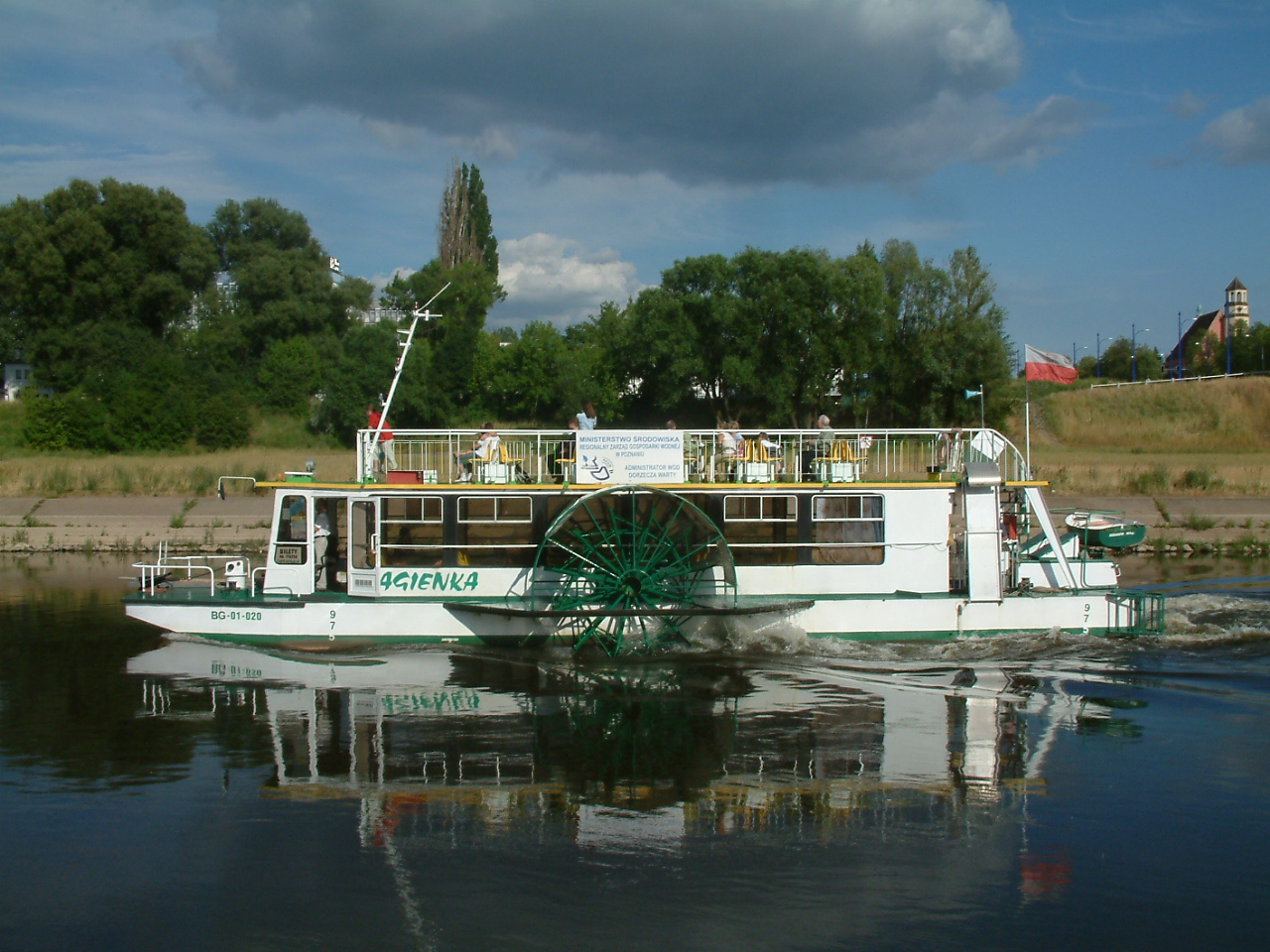
Współczesny polski bocznokołowy statek wycieczkowy - "Jagienka" podczas rejsu wycieczkowego po Warcie w Poznaniu w okolicy mostu św. Rocha

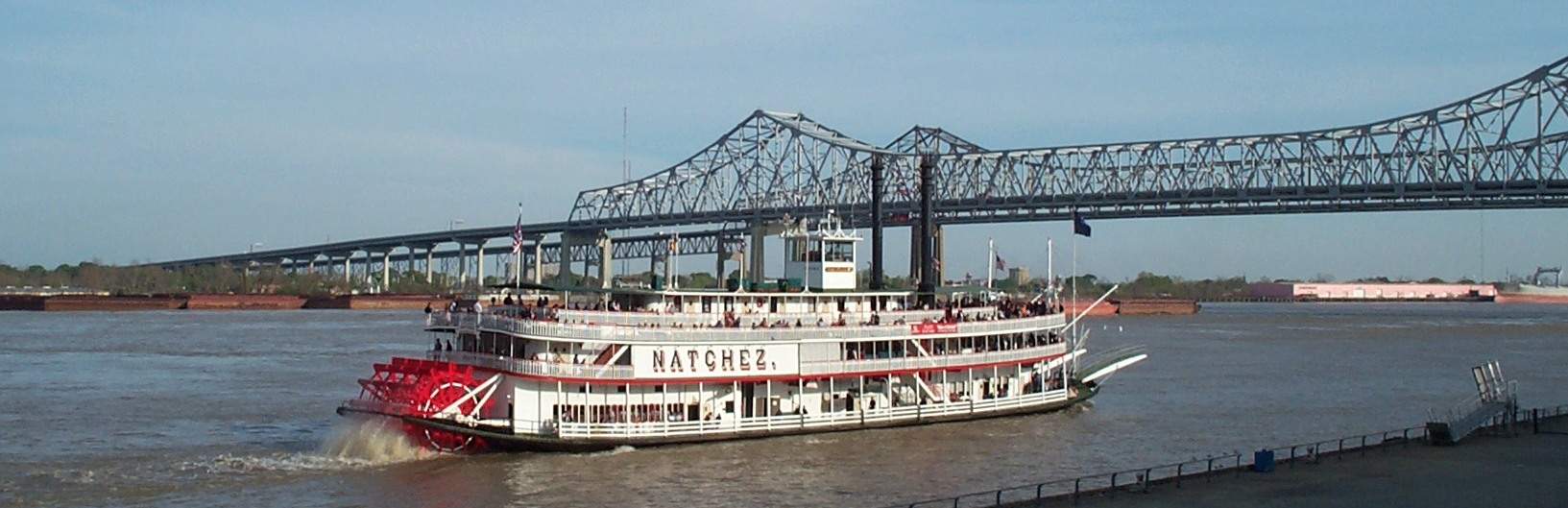
Turystyczny tylnokołowiec "Natchez" na Missisipi, widok ze wschodniego brzegu rzeki na most łączący Nowy Orlean z Crescent City

Napęd kołowy statku (napęd łopatkowy) polega na zastosowaniu w charakterze pędnika obracających się kół łopatkowych, częściowo zanurzonych w wodzie. 

## Rodzaje
Wyróżnia się dwa podstawowe typy statków z napędem kołowym: statek bocznokołowy (bocznokołowiec) i tylnokołowy (tylnokołowiec). Powszechniejszy jest napęd bocznokołowy, w którym dwa koła łopatkowe umieszczone były po obu burtach statku, w osłonach (tamborach). Rzadziej stosowany był napęd tylnokołowy, w którym koła lub jedno szerokie koło łopatkowe były umieszczone na końcu kadłuba, za rufą statku. Sporadycznie stosowano układy z kołami łopatkowymi umieszczonymi centralnie w kadłubie, w specjalnym wycięciu.  Statki o napędzie kołowym były najczęściej statkami parowymi – napędzanymi maszyną parową. Liczba obrotów kół łopatkowych (30–60 obr./min) równała się liczbie obrotów wału maszyny. Nieliczne były statki napędzane silnikami spalinowymi lub przebudowane na napęd spalinowy (oprócz zalet, napęd spalinowy miał wadę w postaci generowania wibracji, gorzej wpływających na trwałość statku).
Zaletą tylnokołowców była mniejsza szerokość, zwłaszcza istotna przy żegludze w kanałach i śluzach (bocznokołowce mogły mieć szerokość nawet prawie dwa razy większą, od samej szerokości kadłuba). Z drugiej strony, mają one masę i zużycie paliwa o ok. 10% większe od bocznokołowców. Mają one również środek obrotu przesunięty ku rufie, dlatego statki bocznokołowe lepiej sprawowały się na nieuregulowanych rzekach. Tylnokołowce miały maszynę parową umieszczoną na rufie, przed kołami łopatkowymi, dlatego w celu uniknięcia przegłębienia na rufę, kotłownię lokalizowano w przedniej części.

## Historia
Napęd bocznokołowy stosowany był na statkach morskich od pierwszego dziesięciolecia XIX wieku do około lat 60. XIX wieku. 
Jednym z pierwszych statków bocznokołowych był „Clermont” z 1807 konstrukcji Roberta Fultona. Pierwotnie stosowano koła ze sztwyno zamocowanymi łopatkami, o dużej średnicy, która mogła zostać zmniejszona po wynalezieniu w 1829 roku łopatek nastawnych. Największą popularnością napęd bocznokołowy w konstrukcji statków morskich cieszył się w latach 30. i 40. XIX wieku, potem został wyparty przez doskonalszy napęd śrubowy, cechujący się większą sprawnością i mniejszą podatnością na trafienie ogniem artyleryjskim. W konstrukcji okrętów napęd bocznokołowy stosowano jedynie na niewielką skalę na fregatach i korwetach.
Znacznie dłużej i powszechniej napęd bocznokołowy stosowany był na statkach rzecznych i jednostkach kursujących po jeziorach – statki takie budowano do około lat 30. XX wieku, a używane były jeszcze po II wojnie światowej. Wyjątkiem są tu wielkie jeziora alpejskie, na których do dziś pływa cała flota bocznokołowców, które oprócz rejsów turystycznych obsługują niekiedy (jak np. na Jeziorze Genewskim) regularne połączenia między portami. Obecnie budowane są jedynie nieliczne jednostki dla celów wycieczkowych. 
Na mniejszą skalę od bocznokołowego i jedynie na statkach rzecznych, stosowany był napęd tylnokołowy.
Z dawnych konstrukcji najbardziej znane są dziś amerykańskie bocznokołowce i tylnokołowce, które w XIX wieku zapewniały komunikację na rzekach dorzecza Missisipi, pochodzące jeszcze z przełomu XIX i XX w. historyczne bocznokołowce (niektóre jeszcze z napędem parowym) kursujące do dziś m.in. po Jeziorze Genewskim i Łabie, a w Polsce – pasażerskie statki wiślane. W Polsce masowo wycofywano je z eksploatacji do końca lat 70. XX wieku. Pierwotnie stosowano koła ze sztywno zamocowanymi łopatkami, o dużej średnicy, która mogła zostać zmniejszona po wynalezieniu w 1829 roku łopatek nastawnych. Najstarszym pływającym statkiem tylnokołowym w Europie jest powstały w 1900 roku statek Kazimierz Wielki pływający po Wiśle w Kazimierzu Dolnym. Bocznokołowcem jest także prom w Nieszawie. 
Największym statkiem o napędzie bocznokołowym (i pomocniczym śrubowym) był SS Great Eastern z 1858, o długości 211 m, pojemności 18 914 BRT i średnicy kół łopatkowych 17 m.
Najmniejszymi jednostkami o napędzie kołowym są rowery wodne.